# Gimme All Your Lovin'
«Gimme All Your Lovin'» es una canción de la banda estadounidense de blues rock y hard rock ZZ Top, publicado en 1983 como el primer sencillo del álbum Eliminator a través de Warner Bros. Records. Fue escrita por Billy Gibbons, Dusty Hill y Frank Beard.
Alcanzó el puesto 2 en los Mainstream Rock Tracks y el 37 en los Billboard Hot 100, ambas listas de los Estados Unidos. De igual manera debutó en varias listas europeas, siendo el primer sencillo de la banda en entrar en los UK Singles Chart del Reino Unido en el puesto 10. Para promocionarlo además se grabó un vídeo musical, que destaca la utilización del vehículo Ford Coupe 1933 rojo, las llaves ZZ y un trío de mujeres conocidas como las chicas ZZ, detalles que se convertirían en elementos principales de una serie de vídeos posteriores.
Tras su publicación ha sido incluido en las películas The Santa Clause, Beverly Hills Ninja (La salchicha peleona) y en la animada Happy Feet y por otro lado, también fue parte los temas descargables del videojuego Guitar Hero World Tour. Además, ha sido versionada por Lonestar y Leningrad Cowboys, y en 1999 fue grabada en versión remix junto a Martay, cuyo título fue «Gimme All Your Lovin' 2000».

## Certificaciones
| País          | Organismo certificador | Certificación | Ventas certificadas | Ref.  |
| ------------- | ---------------------- | ------------- | ------------------- | ----- |
| Nueva Zelanda | Recorded Music NZ      | Platino       | 30 000              | [ 4 ] |